# Charles Pacôme
Charles Pacôme (n. 5 noiembrie 1902, Bergues, Nord-Pas-de-Calais, Franța – d. 1 octombrie 1978, Wasquehal, Nord-Pas-de-Calais, Franța) a fost un luptător ce a reprezentat Franța, medaliat olimpic. A participat la 2 ediții ale Jocurilor Olimpice (1928, 1932) în care a câștigat o medalie de argint.